# Sent Just de Viaur
Sent Just de Viaur (en francès Saint-Just-sur-Viaur) és un municipi francès situat al departament de l'Avairon i a la regió d'Occitània.

## Demografia
| 1962                                       | 1968 | 1975 | 1982 | 1990 | 1999 | 2006 |
| ------------------------------------------ | ---- | ---- | ---- | ---- | ---- | ---- |
| 388                                        | 427  | 348  | 308  | 267  | 222  | 208  |
| Des de 1962: població sense dobles comptes |      |      |      |      |      |      |

## Administració
| Període   | Identitat       | Partit |
| --------- | --------------- | ------ |
| 2001-2008 | André Salères 2 |        |
| 2008-     | Eliane Albert   |        |